# La Cría (Ayabaca)
La Cría es un caserío peruano ubicado en el distrito de Ayabaca, perteneciente a la provincia homónima del departamento de Piura, al norte del Perú. 

## Ubicación
La Cría se ubica al norte de la provincia de Ayabaca, en el distrito de Ayabaca, en el departamento de Piura.

## Demografía
En 2017 La Cría tenía una población de 131 habitantes.
| Gráfica de evolución demográfica de La Cría entre 1993 y 2017 |
|                                                               |
| Fuentes: Población 1993 y 2017                                |